# 満
満（みつる）は、吉本興業に所属していたお笑いコンビ。1994年11月結成。2000年3月解散。

## メンバー
- 諸岡 立身（もろおか たつみ、1973年11月12日 - ） ボケ担当。
- 溝上 洋次（みぞがみ ようじ、1975年10月4日 - ） ツッコミ担当。

## 略歴
共に大阪NSC13期生であり、1994年11月にコンビ結成。1999年にABCお笑い新人グランプリで審査員特別賞を受賞。2000年3月に解散。
その後溝上は、「エグザミア」（福田善計、藤原直樹）、ピン芸人　「ジルジル煮汁」（安富郁矢）、「デモしかし」や「ギャルソンズ」の高山和也らと共に「超新塾」を結成、活動中。諸岡は、コントユニット「トーキョーハイライト」を立ち上げるなどして活動中。

## 出演
- 爆笑オンエアバトル 戦績0勝1敗 最高297KB

## 受賞歴
- ABCお笑い新人グランプリ 審査員特別賞（1999年）